# 佩尼基 (俄罗斯)
佩尼基（俄语：Пеники，發音：[ˈpʲenʲɪkʲɪ] ⓘ）是俄罗斯的村庄，位于该国列宁格勒州罗蒙诺索夫区，北临芬兰湾。
人口：1207（2010年）。邮政编码：188530。拨号代码：+7 8137654。

## 外部連結
- 维基共享资源上的相關多媒體資源：佩尼基
- 官方网站
- 地图 (Wikimapia)（页面存档备份，存于） (简体中文)
- 地图 (Wikimapia)（页面存档备份，存于） (繁体中文)